# Игуманија Ефимија (Красавчић)
Ефимија Красавчић (Коренита код Лознице, 14. јул 1934 — Манастир Тавна, 7. децембар 1998) била је монахиња Српске православне цркве и старешина Манастира Тавне.

## Биографија
Игуманија Ефимија (Красавчић) рођена је 14. јула 1934. године у селу Коренита код Лознице, од побожних и честитих родитеља. Основну школу завршила је у своме родноме месту 1950. године.
Свој монашки пут започиње 1951. године када долази као искушеница у Манастир Петковицу код Шапца, код тадашње игуманије Февроније (Грујичић), и ту остала до 1955. године. Монашки постриг у расу је примила 14. октобра 1955. године у Петковици, од стране епископа шабачко-ваљевскога господина др Симеона (Станковића). Приликом монашења је добила монашко име Ефимија.
По благослову епископа шабачко-ваљевскога господина Симеона и по својој сопственој жељи 10. јуна 1957. године прелази у Манастир Тавну код Бијељине, код тадашње хаџи-игуманије Јустине (Керкезовић). Постављена је 23. марта 1980. године за заменицу игуманије Јустине и намесницу манастира. Након упокојења игуманије Јустине 26. јануара 1994. године по жељи сестринства манастира и по благослову епископа зворничко-тузланскога господина Василија (Качавенде), постављена је за игуманију Манастира Тавне.
Свечани чин произвођења за игуманију Манастира Тавне, обављен је 4. маја 1994. године. Примила је 23. октобра 1994. године постриг мале схиме од стране епископа зворничко-тузланскога господина Василија. Упокојила се у Господу 7. децембра 1998. године у Манастиру Тавни. Сахрањена је 9. децембра на монашком гробљу.